# 人民权利党 (马来西亚)
人民权利党是一个马来西亚政党，于2021年10月10日创立，由政治观察员卡玛拉扎曼创立。
该党打着亲国阵的旗帜，并定位是马华与国大党的代替品。该党以多元种族政党自居，并视民主行动党与人民公正黨为政治对手，还模仿公正党的名称PKR作为政党简称。该党的斗争目标包括免费教育、免费医疗、免费房屋提供B40和M40群体提供就业机会，并寻求废除国家高等教育基金公司（PTPTN），并以B40和M40群体的奖学金代替。

## 创立历史
人民权利党由马来西亚第9任首相依斯迈沙比里的胞兄卡玛拉扎曼于2020年10月10日创立。创始人卡玛拉扎曼解释创党理由，是因为他不满希盟领导的22个月的时间里并未对马来西亚整体福祉和财富分配做出贡献，亦认为希盟在谴责当权者腐败和自利的情况下，却与国阵合作。为了更好照顾人民和为国家服务，以获得非巫裔种族的支持，该党将在不影响国阵阵营的情况下，与该阵营保持合作关系。人民权利党与人民公正党共享相同的简称，意在迷惑一些将投票支持公正党的选民。对于以多元种族政党自居方面，卡玛拉扎曼认为，无论是标榜为多元种族政党的民政党或行动党，却以单一种族居多，并以国阵成员党的马华与国大党失去其种族的支持，认为该政党将以多元种族的位置被国阵接纳，并取代马华和国大党的席位，以参加下一届大选。
在创党初期，该党共有1名主席、5名署理主席、5名副主席和24名执委组成领导层。在5名署理主席与5名副主席中，其中有2个席位专门留给沙巴和砂拉越，另外3个席位是专门留给华裔、巫裔和印裔代表担任。而24名执委组成领导层中，6个席位留给沙巴和砂拉越方面。
2022年8月28日，人民权利党与全民党（PBM）组成战略合作伙伴，以应对15届全国选举。

## 徽章意义
该党党徽除了象征马来西亚国家原则；信奉上苍、忠于君国、维护宪法、尊崇法治、培养德行的5朵木槿花标志之外，还有一个象征五个主题的五朵玫瑰的标志；马罕主义、 社会正义、人权、 博爱、保护环境。